# Fracksnabblöpare
Fracksnabblöpare (Philodromus dispar) är en spindelart som beskrevs av Charles Athanase Walckenaer 1826. Fracksnabblöpare ingår i släktet Philodromus och familjen snabblöparspindlar. Arten är reproducerande i Sverige. Utöver nominatformen finns också underarten P. d. obscurus.